# МИ: МЕДІАТЕАТР
МИ: МЕДІАТЕАТР українське об'єднання незалежних митців, які створюють театральні постановки, кінодокументалістику та інтерактивні медіаформати. Засноване у 2018 році режисером Сашком Брамою та Людою Баталовою. У центрі роботи фіксація та переосмисленню реальності через мистецтво.
МИ: МЕДІАТЕАТР співпрацює із такими закордонними медіа як: OKO.press, EURACTIV, SME.SK, MNews, 4 Channel, Lyfta, NZZ Format.

## 2022-2025
МИ:  МЕДІАТЕАТР документує та осмислює події російсько-української війну у документальних фільмах «Сьогодні та завтра уроків не буде», «Хроніки війни, любові та ненависті» та «Скульптурні» 

## Діяльність
| Дата випуску | Проєкт                             | Вид                  |
| ------------ | ---------------------------------- | -------------------- |
| 2017         | Осінь на Плутоні                   | Вистава              |
| 2018         | Orpheus UA                         | Перформанс           |
| 2019         | Пандемія                           | Перформанс           |
| 2021         | Пандемія                           | Репортаж             |
| 2022         | Повномаштабна війна                | Репортаж             |
| 2023         | МИ                                 | Документальний фільм |
| 2023         | Світ якого більше немає            | Документальний фільм |
| 2023         | Вікторія                           | Документальний фільм |
| 2023         | Осінь на Плутоні 2.0               | Освітній проєкт      |
| 2022         | Сьогодні та завтра уроків не буде  | Документальний фільм |
| 2022         | Хроніки війни, любові та ненависті | Документальний фільм |
| 2025         | Скульптурні                        | Документальний фільм |